# TuS Varel
Der TuS Varel (offiziell: Turn- und Sportverein Schwarz-Weiß Varel 09 e. V.) ist ein Sportverein aus Varel im Landkreis Friesland. Die erste Fußballmannschaft spielte drei Jahre in der höchsten Amateurliga Niedersachsens. Als Blau-Weiß Varel spielte man zwei Jahre in der erstklassigen Gauliga Weser-Ems.

## Geschichte
Der Verein wurde im Jahre 1909 als Victoria Varel gegründet, der 1915 aufgelöst wurde. Im Jahre 1919 wurde mit dem VfB Varel ein Nachfolgeverein gegründet, dem sich 1933 Mitglieder des verbotenen Arbeitersportvereins Freie Turnerschaft Varel anschlossen. Im Jahre 1938 musste der VfB mit dem SC Varel zum SV Blau-Weiß Varel fusionieren. Nach Kriegsende wurde dieser Verein aufgelöst und der heutige Verein gegründet.
Verstärkt durch zahlreiche in Varel stationierte Marinesoldaten schaffte Blau-Weiß Varel 1943 den Sprung in die Gauliga Weser/Ems. Dort wurde man in der Saison 1943/44 Vizemeister hinter Wilhelmshaven 05. 1949 gehörte der TuS Varel zu den Gründungsmitgliedern der Amateurliga 1, wurde auf Anhieb Meister und stieg in die Amateuroberliga Niedersachsen-West auf. Der Klassenerhalt in der Saison 1950/51 gelang nach einem 4:1-Sieg im Entscheidungsspiel gegen den TuS Seelze.
Ein Jahr später wurde der TuS Varel Fünfter und schlug während der Saison den Meister VfB Oldenburg mit 3:0. Nach vereinsinternen Querelen verlor der Verein zahlreiche Leistungsträger und musste 1952 nach einer 1:3-Niederlage im Entscheidungsspiel gegen Roland Delmenhorst absteigen. Nach zwei Vizemeisterschaften 1959 und 1960 wurden die Vareler 1961 Meister der Amateurliga 1, scheiterte aber in der Aufstiegsrunde am SV Meppen und dem TuS Heidkrug.
Im Jahre 1964 verpasste der TuS als Tabellenletzter die Qualifikation zur neu geschaffenen Verbandsliga und verschwand auf Bezirksebene. Im Jahre 2011 wurde der TuS Varel Meister der Kreisliga Friesland/Wilhelmshaven/Wesermarsch und schaffte den Aufstieg in die Bezirksliga. Der Klassenerhalt misslang jedoch und der TuS wurde 2013 gleich in die 1. Kreisklasse Friesland/Wilhelmshaven durchgereicht.